# 페이팔
페이팔 홀딩스 주식회사(영어: PayPal Holdings, Inc.)는 온라인 송금을 지원하며 수표나 우편환 같은 전통적 종이 방법에 대한 전자적인 대안의 역할을 제공하는 전 세계 온라인 지불 시스템을 운영하는 미국의 회사이다. 페이팔은 온라인 판매자, 경매 사이트 그리고 다른 상용 사용자들을 위한 지불 처리 시스템으로 운영되는데, 거래 상대방에게 자신의 은행 계좌번호나 신용카드 번호의 노출없이 클릭 한 번으로 송금 처리를 완료할 수 있는 서비스를 제공하며 일반적으로 송금받는 사람들에게는 일정한 소액 수수료를 청구하고 있다.
페이팔은 처음에 칸피니티(Confinity)라는 이름의 회사로 1998년에 설립되었고, 페이팔이라는 이름의 온라인 송금 서비스를 시작하였는데, 그전까지 개인수표나 우편환으로 대금을 결제하던 이베이의 사용자들은 거래 상대방의 이메일 주소로 빠르게 돈을 보낼 수 있을 뿐만 아니라 만일의 경우 구매 보호까지 받을 수 있는 페이팔을 점차 선호하게 되었다.
페이팔은 2002년에 기업공개를 하였으며 그 해에 이베이가 전적으로 소유하는 자회사가 되었다. 2014년 이베이는 2015년 중반까지 페이팔을 독립적인 회사로 분리할 계획을 발표하였으며, 분리는 2015년 7월 18일에 완료되었다. 2018년 이베이는 기존 이베이-페이팔 계약이 종료되는 2020년에 페이팔이 이베이의 구매자를 위한 지불 옵션으로 남아있기는 하지만 현재처럼 직불 카드 및 신용 카드 옵션보다 앞서서 두드러지게 기능하지는 않을 것이라고 발표하였다. 그 시점에서 페이팔은 이베이에 대한 신용카드 지불 처리를 중지할 것으로 알려졌다.

## 역사

### 페이팔의 태동

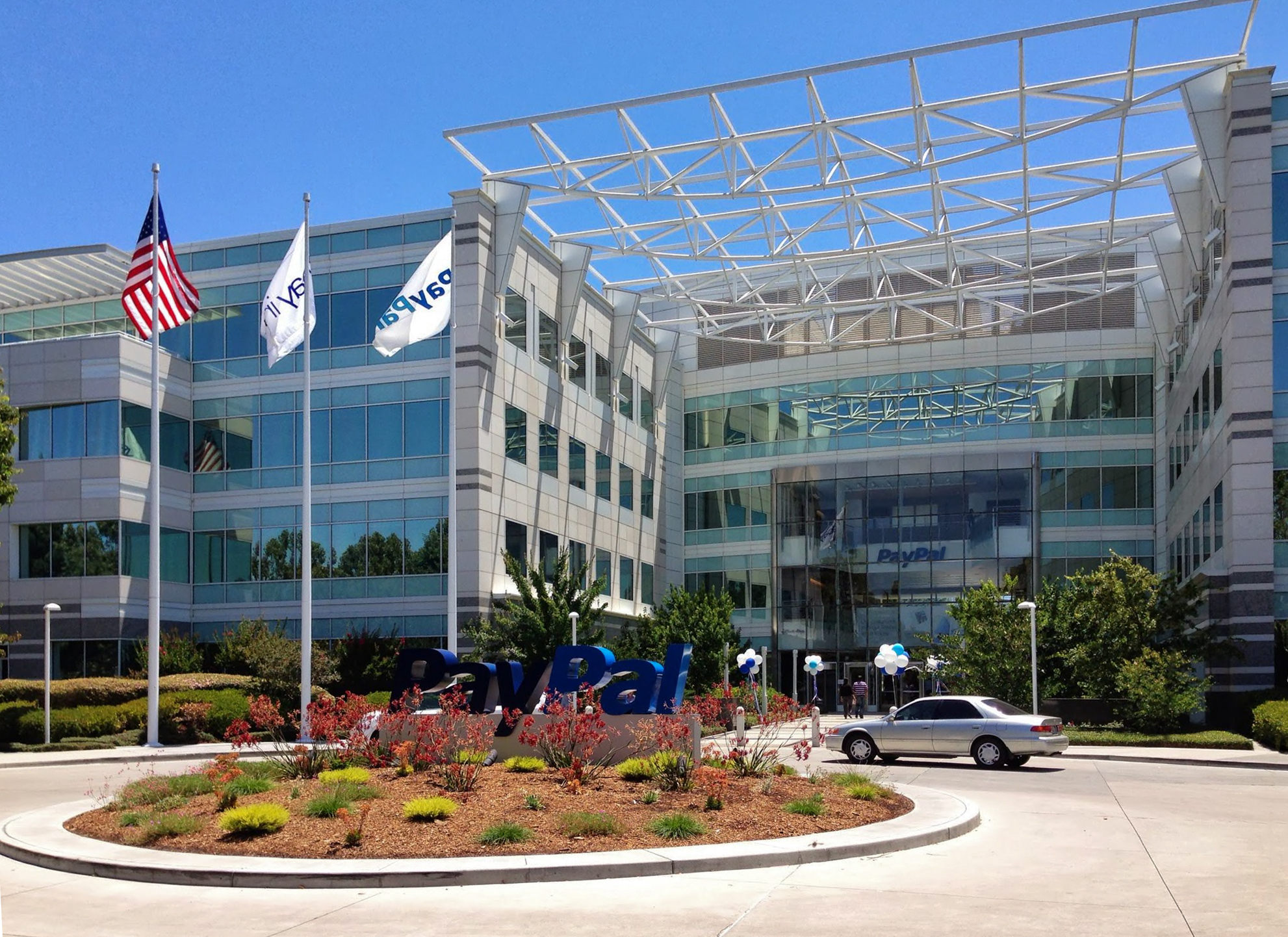
페이팔 본사

페이팔의 시작은 1998년 12월 맥스 레브친, 피터 틸, 루크 노섹 그리고 켄 하워리에 의하여 공동 창업된, 모바일 기기의 보안 소프트웨어를 개발하는 회사 칸피니티(Confinity)이었다. 이후 블루런 벤처스의 존 말로이에 의해 재원 투자를 받으면서 1999년 칸피니티는 페이팔(PayPal)이라는 이름의 송금 서비스를 개발, 발표하였다.
2000년 3월 칸피니티는 일론 머스크에 의해 창업된 온라인 뱅킹 회사 엑스 닷컴과 합병하였다. 머스크는 칸피니티가 개발한 송금 서비스 사업의 미래 성공에 대하여 낙관적이었지만, 머스크와 엑스 닷컴의 전임 회장이자 CEO이던 빌 해리스는 이 점에 대하여 서로 의견이 일치하지 않았으며 그리하여 빌 해리스는 2000년 5월 회사를 떠났다. 2000년 10월 머스크는 엑스 닷컴의 다른 인터넷 뱅킹 사업을 종결하고 페이팔 서비스에 집중하기로 결정을 하였으며, 같은 달에 일론 머스크는 피터 틸에게 엑스 닷컴의 CEO 자리를 넘겨주었다.
엑스 닷컴은 2001년 페이팔로 회사 이름을 변경하였고, 2002년 페이팔을 기업공개하기로 결정 내리기까지 한 해 동안 회사의 비즈니스는 급속하게 확장되었다. 페이팔은 주식시세 표시기의 'PYPL' 이름으로 주당 13달러에 신규 상장되었으며, 6,100만 달러의 기업상장 공모금액을 기록하였다.

### 이베이의 자회사(2002-2014)
페이팔의 기업공개 이후 2002년 7월 페이팔은 주당 23달러를 상회하는 가치로 이베이에 의해 인수되었는데 이것은 또한 기업공개 당시의 가격 77%를 넘는 것이었다. 이베이 경매의 70% 이상이 결제수단 중의 하나로 페이팔을 받고 있었고, 또한 종료된 경매 리스팅의 1/4 쯤이 페이팔을 이용하여 거래를 하였다. 페이팔은 다수 이베이 사용자들의 지불수단이었고 또한 페이팔은 이베이 시스템에서 기본 지불방법이었으며, 페이팔과 경쟁하였던 이베이의 빌포인트, 시티은행의 c2it, 야후의 페이디렉트, 구글 체크아웃 그리고 웨스턴유니온의 비드페이 서비스는 해를 거듭하며 차례로 모두 서비스를 종료하였다.
2005년 페이팔은 전자상거래 비즈니스를 확장하고 보안 강화를 위하여 베리사인(VeriSign)의 결제 게이트웨이 유닛을 인수하였다. 2007년 페이팔은 마스터카드와의 협력관계를 발표하였는데 이것은 매 결제 과정에서 고유의 일회용 마스터카드 번호를 생성시켜서 페이팔을 직접 받지 않는 웹사이트에서도 고객이 지불을 할 수 있는 소프트웨어, 즉 페이팔 시큐어 카드 서비스의 개발과 발표로 이어졌다. 2007년에 페이팔은 18억 달러의 수익을 기록하였다.
2008년 1월 페이팔은 페이팔의 신용사기 관리시스템을 강화하기 위하여 온라인 신용위험 도구에 전문지식이 있는 이스라엘의 비공개 신생 기업 프로드사이언스를 1.69억 달러에 인수하였으며, 2008년 11월에는 미국의 9,000 여 온라인 몰에서 외상으로 물건을 구입할 수 있는 신용을 제공하는 온라인 지불회사 빌 미 레이터(Bill Me Later)를 인수하였다. 페이팔의 수익은 2009년 1분기에 6.43억 달러에 이르렀으며, 전년도 대비 11% 증가한 것이었다. 2009년 1분기 수익의 42%는 해외 시장에서 비롯되는 것이었으며, 페이팔의 2009년 1분기 전체 거래 금액은 거의 160억 달러에 달했으며 전년도 대비 10% 증가하였다.
2010년까지 페이팔은 전 세계 25개의 서로 다른 통화권에 걸쳐 190여 마켓에서 1억이 넘는 사용자 계정을 기록하였다. 2011년 7월, 14명의 어나니머스 핵티비스트 그룹은 페이팔 시스템의 운용을 방해하려고 시도한 혐의로 기소되었다. 전 세계 사용자들의 페이팔을 통한 위키리크스에 대한 기부 즉, 위키리크스에 대한 송금 서비스를 페이팔이 중지한 이후 DoS 공격이 2010년 12월 발생하였으며, 페이팔에 대한 공격과 관련하여 기소된 14명 중 13명은 경범죄에서 중죄에 이르기까지 법원에서 유죄를 인정하였다.
페이팔은 이베이의 소매 판매자들을 위한 전자지불 시스템을 마련하면서 판매자 서비스 부문을 계속 확충하였다. 2011년 페이팔은 고객들이 온라인이 아닌 오프라인 상점에서도 페이팔을 이용하여 지불할 수 있도록 페이팔의 송금 비즈니스를 오프라인으로도 시작한다고 발표하였다. 2012년 8월 페이팔은 디스커버 카드와의 협력관계를 발표하였는데, 이것으로 디스커버 카드의 네트워크에 있는 약 7백만 점포의 어디에서도 페이팔 지불이 가능하게 되었다. 2012년 말까지 페이팔의 전체 거래 금액은 1,450억 달러에 이르렀으며, 2012년 3분기에 페이팔 수익은 13.7억 달러를 기록하였는데 이것은 이베이 수익의 40%를 차지하는 금액이었다.
2013년에 페이팔은 사용자 확장과 바이럴 마케팅에 특화된 분석 프로그램을 개발하던 팰로앨토의 신생기업 아이언펄을 인수하였으며, 또한 모바일 서비스와 미래 제품 개발과 관련하여 시카고의 결제 게이트웨이 기업인 브레인트리도 페이팔의 자회사가 되었다. 2014년 6월 데이비드 마커스는 페이팔 회장에서 물러난다고 발표하였는데, 그는 모바일 결제 기업 종(Zong)의 설립자이자 CEO이었고 페이팔의 Zong 인수 후에는 2011년 8월 페이팔에 입사하였으며, 또한 그는 스콧 톰슨이 야후로 옮겨간 이후에 페이팔 회장이 되었었다. 페이팔은 버진 모바일의 CEO이었고 아메리칸 엑스프레스의 부회장이었던 댄 슐먼이 회장에 취임한다고 발표하였다.

### 이베이로부터의 분리
2014년 9월 30일 이베이는 페이팔을 독립된 회사로 분리할 것이라고 발표하였는데, 이것은 2013년 헤지 펀드 거물 칼 아이칸의 요구이었다. 분리는 2015년 7월 18일에 완료되었는데, 댄 슐먼은 현재 페이팔의 회장 겸 CEO이며, 이베이의 전임 CEO 존 도나호는 페이팔의 이사회 의장이 되었다. 2018년 1월 31일 이베이는 기존 이베이-페이팔 계약이 종료되는 2020년에 페이팔이 이베이의 구매자를 위한 지불 옵션으로 남아있기는 하지만 현재처럼 직불 카드 및 신용 카드 옵션보다 앞서서 두드러지게 기능하지는 않을 것이라고 발표하였다. 그 시점에서 페이팔은 이베이에 대한 신용카드 지불 처리를 중지할 것으로 알려졌다.

### 페이팔 마피아
페이팔에서 나와 창업한 이들이 미국 실리콘밸리를 움직이는 파워그룹으로 성장하면서 "페이팔 마피아"라고 불린다. 페이팔 마피아는 페이팔의 공동창업자 겸 CEO인 피터 틸과 공동 CEO 일론 머스크, 천재 엔지니어 맥스 레브친, 유튜브를 만든 엔지니어 스티브 첸과 채드 헐리, 링크드인 창업자 레이드 호프먼 등이다.

### 본사 및 해외 운영 지사
페이팔의 본사는 캘리포니아 산호세의 노스 산호세 이노베이션 구역의 노스(North) 1가 캠퍼스에 있으며, 회사의 운영 센터는 네브래스카 주 오마하에 위치하며 1999년에 문을 열었다. 2007년 7월부터 페이팔은 룩셈부르크에 근거지를 둔 은행으로 유럽 연합 전 지역에 걸쳐 운영되고 있으며, 페이팔 유럽 본사는 룩셈부르크에 위치하고 국제 본부는 싱가포르에 있다. 페이팔은 2006년 애리조나 주 스코츠데일에 기술 센터를, 2007년 인도 첸나이에는 소프트웨어 개발 센터를 설립하였다. 2007년 10월 페이팔은 텍사스 주 오스틴의 북쪽에 데이터 서비스 센터를 열었고, 같은 해에 네브래스카주 라비스타에 두 번째 운영 센터를 오픈하였다. 2011년 일종의 고객지원 센터와 같은 운영 조직을 독일 베를린, 애리조나 주의 챈들러, 아일랜드의 더블린, 네브래스카 주의 오마하 그리고 중국 상하이에서 연이어 합류시켰으며, 말레이시아 쿠알라룸푸르에 아시아 태평양 지역의 두 번째 고객 지원 센터를 개설하고 직원들에 대한 채용 절차를 시작하였다. 2014년 페이팔은 쿠알라룸푸르에 새로운 글로벌 운영 센터를 열었다.

## 페이팔 계정

### 계정의 개설
페이팔 계정을 개인이 개설하고 사용하려면, 미국의 경우 만 18세 이상이거나 해당 주 또는 거주지에서 법적으로 성인 연령에 이르러야 한다. 모든 페이팔 계정들은 돈을 보내거나 받을 수 있으며, 온라인 또는 오프라인 상점에서 물건들을 구입할 때 결제 수단으로 페이팔을 이용할 수 있는데, 직불 카드·신용 카드·은행 계좌 그리고 페이팔 계정의 잔고 또는 기타의 지불방법을 이용하여 페이팔로 지불할 수 있으며, 마찬가지로 직불 카드·신용 카드·은행 계좌·페이팔 계정의 잔고 또는 기타의 지불방법으로 다른 사람들로부터 페이팔로 돈을 입금받을 수 있다. 즉, 거래 상대방의 신용 카드 번호나 은행 계좌 번호를 알 필요 없이 페이팔 계정의 이메일 주소나 전화번호만을 이용하여 돈을 주거나 받을 수 있다는 것이다.

### 계정의 종류
페이팔 계정의 종류에는 퍼스널(Personal) 계정과 비즈니스(Business) 계정이 있다. 주로 온라인에서 상품을 구매하거나 가족과 친구들에게 돈을 보내는 경우라면 퍼스널 계정을 선택할 수 있는데, 물론 퍼스널 계정을 이용하여 온라인에서 상품을 팔고 송금받을 수도 있으나 페이팔 계정의 주목적이 물건을 팔기 위한 것이라면 비즈니스 계정을 고려해야 한다. 비즈니스 계정은 페이팔 사용의 주목적이 상품이나 서비스를 판매하기 위한 것 또는 기부를 받기 위한 것이라면 선택해야 하며 설사 법인 회사가 아니라 할지라도 비즈니스 계정을 개설할 수 있다. 예전에는 퍼스널과 비즈니스 계정의 중간 단계에 프리미어(Premier) 계정이 있었으나 현재는 퍼스널 계정으로 통합되었다. 퍼스널 계정으로 합쳐짐으로써 일반 퍼스널 계정 사용자도 신용 카드 결제에 의한 페이팔 입금을 거래 상대방으로부터 받을 수 있게 되었다.
위의 모든 계정들은 대가 없이 바로 계정을 개설할 수 있으며 계정 유지에 대한 수수료도 무료이나, 페이팔 서비스의 특정 부가 기능 등을 이용한다면 별도의 서비스 수수료를 부담할 수 있다. 퍼스널 계정과 구분되는 비즈니스 계정의 차이는 페이팔 계정의 이름을 본인의 이름이 아닌 비즈니스 이름이나 회사 이름으로 할 수 있다는 점과 또한 다수의 직원들이 페이팔 계정의 여러 기능들에 접근할 수 있다는 것에 있다. 자신의 페이팔 계정에는 지불 수단으로 사용하기 위하여 직불 카드·신용 카드·US 은행 계좌 또는 페이팔 크레딧을 연결 또는 해제시킬 수 있는데, 카드 정보들은 그 유효 여부와 본인의 것이 맞는지 확인하기 위하여 $1.95를 페이팔이 청구하며 카드 정보가 확인되면 즉시 해당 금액은 환불된다.

### 계정의 잔고
다른 사람들로부터 페이팔을 통하여 받은 금액은 사용자의 페이팔 계정 잔고로 남아 있는데 이 잔고를 어떻게 사용할 수 있는가 하는 여부는 사용자가 페이팔에 제공한 '필수 신원 정보'(required identifying information)를 페이팔이 확인할 수 있었는지 여부에 따라 달라진다. 페이팔이 요구하는 필요한 신원 정보로는 이름, 주소, 생년월일 및 고유한 납세자 식별 번호가 있다. 이러한 필요한 신원 정보를 페이팔이 확인할 수 없는 경우 페이팔 계정의 잔고는 일반적으로 계정에서만 보유되거나 연결된 은행 계좌 또는 직불 카드로 이체될 수 있으며, 경우에 따라서는 페이팔이 이러한 필수 신원 정보를 확인할 수 없었어도 계정 잔고는 페이팔 크레딧 계정 등과 같이 페이팔에 지불해야 하는 금액이나 환불 또는 차지백 충당금에 사용될 수 있다. 페이팔이 필수 신원 정보를 확인할 수 있다면, 그 잔고는 사용자의 계정에 보관되거나 연결된 은행 계좌 또는 직불 카드로 이체되거나 다른 사람에게 다시 돈을 보내거나 물건을 사는 데 사용될 수 있다. 즉, 다른 사람으로부터 받은 페이팔 잔고는 자신의 신분 정보가 페이팔에 의하여 확인되어야만 다시 다른 사람에게 송금하거나 물건을 구입하는 목적으로 사용될 수 있다는 것이다.
사용자가 보유하고 있는 페이팔 계정의 잔고는 미연방 예금 보험 공사(FDIC)가 보장하지 않는다. 미 연방정부의 독립적 산하 기구인 FDIC는 만일의 경우 미국 소재 은행이 파산할 때 해당 은행 예금주들이 예금 손실을 입지 않도록 보호하고 있지만, 페이팔 계정의 잔고는 이러한 보장을 받지 못하며 또한 페이팔은 사용자들의 페이팔 계정 잔고를 모아서 다른 투자 목적으로 사용하기도 하지만 이러한 투자에서 나오는 소득이나 이자들은 페이팔만 가질 수 있으며 일반 사용자들은 이러한 투자의 소득이나 이자가 발생하여도 그 소유를 주장할 수 없다.

### 계정의 잔고로 입금 또는 인출
페이팔 계정을 이용하여 돈을 보내거나 물건을 구입할 때 반드시 자신의 페이팔 계정 잔고에 돈이 있어야 하는 것은 아니며, 페이팔 계정에 연결된 지불방법을 이용하여 거래를 마칠 수 있다. 페이팔이 사용자의 필수 신원 정보를 확인하였을 때 페이팔 계정에 연결된 은행 계좌로부터 페이팔 계정 잔고로 돈을 옮길 수 있지만, 페이팔이 이러한 정보들을 확인할 수 없다면 연결된 지불방법들로부터 사용자의 페이팔 계정 잔고로 돈을 옮길 수는 없다.
자신의 페이팔 계정에 잔고가 있는 경우 인출할 수 있는 방법은 자신의 페이팔 계정에 연결된 은행 계좌로 보내거나, 소정의 수수료를 내고 자신의 페이팔 계정에 연결된 유효한 직불 카드로 보낼 수 있다. 또한 페이팔이 사용자의 필수 신원 정보를 확인한 경우, 페이팔에서 발행한 직불 카드를 이용하여 현금인출기(ATM)에서 인출할 수 있거나 페이팔에 수표를 요청할 수 있다. ATM 인출이나 수표 요청은 소정의 수수료를 부담해야 한다.
페이팔은 사용자 계정의 잔고 인출에 대한 제한을 설정할 수 있으며 페이팔 계정에 로그인하면 이러한 인출 한도를 볼 수 있다. 사용자가 다음의 3가지에서 둘을 완료하면 인출 한도액을 제거할 수 있는데, 그것에는 자신의 은행계좌 증명, 직불 카드 또는 신용 카드의 연결과 확인 그리고 자신의 사회 보장 번호를 페이팔에 제출하는 것이다.
페이팔 계정의 잔고로부터 은행 계좌로 인출할 때에 페이팔이 수수료를 부과하지는 않지만 페이팔 계정으로부터 자신의 유효한 직불 카드로 인출이 된다면 수수료를 부담해야 한다. 페이팔 발행의 직불 카드를 사용하여 현금인출기로부터 인출하는 경우 ATM기기의 소유자가 부과하는 수수료와 페이팔 직불 카드 사용자 약관에 의하여 별도의 수수료가 있다. 페이팔 계정의 잔고 인출을 위하여 페이팔에 수표를 요청하는 경우 180일 내에 현금화해야 하며 유효 기일이 지나면 해당 금액은 다시 사용자 페이팔 계정으로 반환되며 이에 따른 수수료가 있다. 수표는 페이팔이 확인한 사용자의 주소로만 보내진다.

## 페이팔 스팸 메일
페이팔로부터 이메일이 온 것처럼 위장한 스팸 메일(피싱 사기의 목적)이 있다. 이메일을 받는 사람의 페이팔 계정에 문제가 있기 때문에 곧바로 페이팔에 로그인해서 관련된 사항을 해소해야 하며 그렇지 않으면 페이팔 계정이 정지된다는 등의 내용이 포함된 영문 스팸메일이다. 하지만 이메일에 포함된 페이팔 로그인 링크를 클릭하면 페이팔로 위장한 피싱 사이트로 연결된다. 페이팔 계정 이름과 패스워드를 탈취하려는 목적의 피싱 이메일이며, 이러한 피싱 이메일에 포함된 링크를 클릭해서 가짜 페이팔 사이트에 로그인하는 것에 주의해야 한다.

## 같이 보기
- 핀테크
- 이베이